# Sexual Offences Act 1967
Lire en ligne

http://www.legislation.gov.uk/ukpga/1967/60/pdfs/ukpga_19670060_en.pdf

http://www.legislation.gov.uk/ukpga/1967/60
La Sexual Offenses Act 1967 est une loi du Parlement du Royaume-Uni (référence 1967 c. 60) adoptée en 1967. Elle légalise les actes homosexuels, à la condition qu'ils soient consensuels, en privé et entre deux hommes âgés de 21 ans révolus. La loi ne s'appliquait initialement qu'à l'Angleterre et au Pays de Galles. La loi est étendue à l'Écosse par le Criminal Justice (Scotland) Act 1980 (en) et à l'Irlande du Nord par le Homosexual Offences (Northern Ireland) Order 1982 (en).

## Contexte
Les activités homosexuelles entre hommes étaient illégales depuis des siècles en Grande-Bretagne, alors qu'il n'y avait pas d'interdiction explicite des activités homosexuelles entre femmes. Dans les années 1950, s'opéra une augmentation des poursuites contre les hommes homosexuels et plusieurs personnalités connues furent condamnées. Le gouvernement mit sur pied un comité dirigé par John Wolfenden (en) pour examiner les lois sur l'homosexualité. En 1957, le comité publia le rapport Wolfenden, qui recommandait la dépénalisation de l'activité homosexuelle entre hommes de plus de 21 ans décrétant en résumé : « à moins qu'une tentative délibérée soit faite par la société par l'intermédiaire de la loi pour assimiler la sphère du crime à celle du péché, il doit rester un domaine du privé qui n'est en somme, pas du ressort de la loi ». Cependant, le gouvernement d'Harold Macmillan ne donna pas suite à ces recommandations, par crainte des réactions publiques,.
En 1965, des personnalités politiques parrainnèrent un projet de loi sur les délits sexuels, un Projet de loi d'initiative parlementaire (en) qui s'inspirait largement des conclusions du rapport Wolfenden. Les principaux sponsors en furent Humphry Berkeley (en), député conservateur, Leo Abse, un député travailliste, et Lord Arran, conservateur. Cette année-là, l'opinion publique évolua de façon positive par rapport à la question de l'homosexualité. Un sondage d'opinion de 1965 commandité par le Daily Mail révéla que 63% des personnes interrogées ne pensaient pas que l'homosexualité devrait être un crime, alors que seules 36% le pensait, même si 93% s'accordaient pour dire que les hommes homosexuels avaient «besoin d'un traitement médical ou psychiatrique».

## Législation et débat
En 1965, une majorité de députés à la Chambre des communes étaient également favorables à la modification de la loi.
Lord Arran propose la loi en 1966 à la Chambre des lords.
Le projet de loi de Berkeley passa en deuxième lecture 164–107 en février 1966. Son adoption fut interrompue par la dissolution du Parlement pour les élections générales de 1966. Berkeley perdit son siège, mais les élections augmentèrent le nombre de députés susceptibles de soutenir le projet de loi. Abse devint le principal parrain du projet de loi qu'il présenta à la Chambre des communes en utilisant une procédure appelée Ten Minute Rule (en) avec le soutien de Roy Jenkins. La loi est adoptée après toute une nuit de débats en troisième lecture à 101 voix contre 16 et reçu la sanction royale le 21 juillet 1967.
En 1967, le gouvernement d'Harold Wilson manifesta son soutien au projet de loi. La dépénalisation de l'homosexualité fut l'une des multiples réformes sociales libérales à être adoptées sous le gouvernement de Wilson de 1966-70 dans un mouvement vers une « société permissive (en) ». D'autres réformes de l'époque comprenaient la légalisation de l'avortement (GB) (en) la même année, l'assouplissement des lois sur le divorce et l'abolition de la censure du théâtre et de la peine capitale. Ces réformes virent le jour grâce à plusieurs campagnes distinctes bénéficiant du soutien croissant du public et de la grande majorité des travaillistes, plutôt que de la direction du gouvernement central.
La proposition légalisa les actes remplissant les conditions suivantes : advenir entre deux adultes consentants et en privé. Elle ne s'appliqua ni à la marine marchande ni aux forces armées, ni à l'Écosse et à l'Irlande du Nord. Comme pour la proposition du rapport Wolfenden, le projet de loi fixa l'âge du consentement pour l'activité homosexuelle à 21 ans, cinq ans de plus que pour l'activité hétérosexuelle. Elle ne supprima pas les délits de sodomie et d'indécence caractérisée. Les hommes pourraient encore être poursuivis pour ces infractions si leurs actions ne répondaient pas aux exigences strictes du projet de loi. Pour la première fois, cependant, les peines maximales ont été différenciées en fonction de la raison pour laquelle l'acte sexuel en question était toujours illégal: qu'il y ait absence de consentement, que l'âge requis ne soit pas respecté ou que l'acte ne se déroule pas en privé.
À l'époque, la plupart des partisans du projet de loi ne toléraient pas l'homosexualité, mais soutenaient qu'il n'était pas de la responsabilité du droit pénal de sanctionner les hommes homosexuels, déjà soumis au ridicule et à la dérision. Les propos de Roy Jenkins, ministre de l'Intérieur de l'époque, résumaient l'attitude du gouvernement: «ceux qui souffrent de ce handicap portent un poids de honte toute leur vie» (cité lors du débat parlementaire par le Times le 4 juillet 1967).
Les deux principaux partis permirent un vote de conscience (en). Les députés travaillistes et libéraux furent majoritairement favorables, tandis que les députés conservateurs furent majoritairement opposés. Le fossé coupa les rangs des partis, Margaret Thatcher et Enoch Powell parmi les députés conservateurs votant pour. La coalition en faveur du projet de loi fut ensuite décrite comme «une combinaison de Gaitskellites et de futurs Thatcherites». Le projet de loi fut également soutenu par les hauts dirigeants de l'Église d'Angleterre, dont Michael Ramsey, l archevêque de Cantorbéry.
Selon le militant gay Peter Tatchell, la dissidence contre le projet de loi peut être résumée par la déclaration du comte de Dudley du 16 juin 1966 selon laquelle « [les homosexuels] sont les personnes les plus dégoûtantes du monde [...] La prison est un trop bon endroit pour eux ; en fait, c'est un endroit où beaucoup d'entre eux aiment se rendre — pour des raisons évidentes. ».
Lord Arran, dans une tentative de minimiser les critiques selon lesquelles la législation conduirait à un débat public plus poussé et à la visibilité des questions relatives aux droits civils des homosexuels, qualifia cette étape historique en ces termes:  « Je demande à ces [homosexuels] de montrer leurs remerciements en se comportant calmement et avec dignité… toute forme de comportement ostentatoire maintenant ou à l’avenir, ou toute forme d’exhibition publique serait tout à fait dégoûtante… [Et] inciterait les sponsors de ce projet de loi à regretter d’avoir fait ce qu’ils ont fait »

## Héritage
Dans l' histoire de la BBC, Florence Sutcliffe-Braithwaite écrivit: «Ce fut un moment extrêmement important dans l'histoire de l'homosexualité en Grande-Bretagne - mais ce n'était pas un moment de libération soudaine pour les homosexuels - et ce n'était pas non plus prévu.» . Une des conséquences particulièrement importante fut l'augmentation de la liberté de réunion des groupes de défense des droits des homosexuels, qui conduisit à une augmentation de l'activisme en faveur des droits des homosexuels dans les années 1970. À l'inverse, il y eut une répression des activités homosexuelles non protégées par la loi dans la décennie qui suivit avec un triplement des poursuites pour indécence caractérisée impliquant des hommes ,.
Aucun réexamen ultérieur de la question de l'homosexualité masculine dans le droit statutaire n'eut lieu en Angleterre et au Pays de Galles jusqu'à la fin des années 1970. En 1979, le rapport du Groupe de travail du Comité consultatif sur la politique du ministère de l'Intérieur sur l'âge du consentement en matière d'infractions sexuelles recommanda que l'âge du consentement pour les actes homosexuels soit de 18 ans. Ceci fut rejeté à l'époque, en partie par crainte que la poursuite de la décriminalisation ne serve à encourager des hommes plus jeunes à avoir des expériences sexuelles avec d'autres hommes, un choix qui, selon certains à l'époque, plaçait un individu en dehors de la société au sens large.
La loi fut étendue à l'Écosse dans le Criminal Justice (Scotland) Act 1980, qui entra en vigueur le 1er février 1981. À la suite de l' affaire de la Cour européenne des droits de l'homme de 1981, Dudgeon c. Royaume-Uni, la loi fut étendue à l'Irlande du Nord dans le Homosexual Offences (Northern Ireland) Order 1982 .
En 2020, une demande d'accès à l'information (en) par des journalistes du Mail On Sunday révéla que le Comité consultatif de la Royal Mint avait rejeté les projets d'émettre une pièce commémorative pour marquer le 50e anniversaire de l'adoption de la loi en 2015, concluant qu'il ne serait pas «commercialement viable» en raison d'un manque d'attrait allégué pour la pièce de la part les collectionneurs.

### Amendements
- L'âge du consentement de 21 ans pour les hommes homosexuels fixé par la loi de 1967 a été ramené à 18 ans par la loi de 1994 sur la justice pénale et l'ordre public de 1984 (en) après une tentative d'égalisation de l'âge du consentement avec celui de l'âge du consentement hétérosexuel de 16 ans introduit comme amendement par la députée conservatrice de l'époque Edwina Currie qui échoua de peu. Cette loi étandit également la définition du viol pour inclure le viol masculin ; jusque-là, ce dernier avait été poursuivi en tant que sodomie[18].
- En 2000, les lois de 1911 et 1949 du Parlement furent invoquées pour garantir l'adoption d'un amendement sur les délits sexuels, le Sexual Offences (Amendment) Act 2000 (en), qui égalisa l'âge de consentement à 16 ans pour les comportements homosexuels et hétérosexuels dans tout le Royaume-Uni.
- Les restrictions à la vie privée de la loi impliquaient que si deux hommes pouvaient avoir des rela tions sexuelles, une tierce personne ne pouvait pas participer ni même être présente. Ces restrictions ont été jugées contraires à la Convention européenne des droits de l'homme par la Cour européenne des droits de l'homme en 2000[19]. Le gouvernement britannique mit la loi en Angleterre et au Pays de Galles en conformité avec cette décision par la loi de 2003 sur les délits sexuels, qui omit les exigences de confidentialité relatives à l'activité sexuelle des hommes de même sexe. (L'activité sexuelle dans les toilettes publiques fut érigée en infraction distincte)[20].
- La loi de 2003 sur les infractions sexuelles, bien que sujette à controverse, remania la manière dont les infractions sexuelles étaient traitées par la police et les tribunaux, remplaçant les dispositions de la Sexual Offences Act 1956 ainsi que de la loi de 1967. Les infractions d'indécence et de sodomie ont été abrogées du droit statutaire. À la suite de la loi de 2003, la grande majorité de la loi de 1967 a été abrogée.
- En 2014, le mariage homosexuel a été légalisé.

## Voir également
- Droits LGBT au Royaume-Uni
- Loi anti-sodomie
- Grossière indécence
- prostitution au Royaume-Uni (en)
- Sodomie en droit colonial britannique
- Loi de 1533 sur la Bougrerie
- Article 377 du code pénal indien
- Crimes sexuels au Royaume Uni (en)
- Liste des titres abrégés de lois britanniques (en)
- Criminal Law Amendment Act (1885)
- Amendement Labouchère
- Sexual Offences Act 1956
- Sexual offences act 2003
- Section 28
- Loi sur les infractions sexuelles

- Sexual Offences (Amendment) Act 2000 (en)
- loi de 1994 sur la justice pénale et l'ordre public de 1984 (en)

## Les références
1. 1 2 3  (en) « The 1967 Sexual Offences Act: a landmark moment in the history of British homosexuality », sur HistoryExtra (consulté le 7 février 2021)
2. ↑  Patrick Higgins, Heterosexual Dictatorship: Male Homosexuality in Postwar Britain, London, Fourth Estate, 1996 (ISBN 978-1-85702-355-8)
3. ↑  (en) « Wolfenden Report », sur www.parliament.uk (consulté le 7 février 2021)
4. 1 2  (en) « There's nowt so queer as folk », The Daily Telegraph,‎ 21 décembre 1996
5. ↑  « Wolfenden60 - Exploring Wolfenden's Legacy | Wolfenden Report | The Wolfenden Project », sur www.thewolfendenreport.com (consulté le 7 février 2021)
6. ↑  (en) « The passing of the 1967 Sexual Offences Act », sur National Archives, The National Archives, 24 juillet 2017
7. 1 2  (en) « Sexual Offences Act 1967 », sur www.parliament.uk (consulté le 7 février 2021)
8. ↑  (en-GB) The National Archives, « The National Archives - The Sexual Offences Act 1967. Part 1: The lives of men from 1953 to the 1967 Act | The National Archives », sur Archives Media Player, 29 août 2017 (consulté le 7 février 2021)
9. 1 2  Laura Monica Ramsay, « The Church of England, Homosexual Law Reform, and the Shaping of the Permissive Society, 1957–1979 », Journal of British Studies, vol. 57, no 1,‎ janvier 2018, p. 108–137 (DOI 10.1017/jbr.2017.180)
10. ↑  Andrew Thorpe, A History Of The British Labour Party, Palgrave, 2001 (ISBN 978-0-333-92908-7)
11. ↑  « Sexual Offences Act 1967 », legislation.gov.uk
12. ↑  « There's nowt so queer as folk », The Daily Telegraph,‎ 21 décembre 1996 (lire en ligne, consulté le 3 janvier 2020)
13. ↑  (en) Geraldine Bedell, « Coming out of the dark ages », the Guardian,‎ 24 juin 2007 (lire en ligne, consulté le 27 janvier 2018)
14. ↑  (quoted during Royal Assent of the bill by The Times newspaper on 28 July 1967).
15. ↑  Europe in The Pink by Peter Tatchell
16. ↑  Heterosexual Dictatorship by Patrick Higgins, 1996
17. ↑  « Royal Mint rejected coin commemorating decriminalisation of homosexuality due to 'lack of appeal' », Attitude,‎ 3 août 2020 (lire en ligne, consulté le 6 août 2020)
18. ↑  « 1995: First man jailed for male rape », BBC News,‎ 9 juin 1995 (lire en ligne)
19. ↑  « HUDOC - European Court of Human Rights », hudoc.echr.coe.int (consulté le 18 novembre 2016)
20. ↑  « Sexual Offences Act 2003 », legislation.gov.uk